# Azukiarai

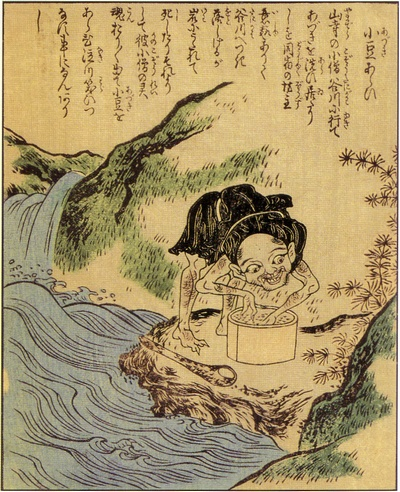
Azukiarai

Azukiarai este un fenomen fantomatic în folclorul japonez , în care un zgomot misterios care sună ca fasolea Azuki este spălată sau se aude în sol. De obicei apare lângă un râu sau un alt corp de apă. Uneori, creatura sau spiritul responsabil se amuză cântând "Azuki togou ka, Hito Totte kuou ka? shoki shoki." ("Voi pisa fasole mele Azuki, sau voi primi o persoană să mănânce? shoki shoki. "), precum și orice persoană care se apropie va cădea inevitabil în apă.